# مبانی متافیزیکی علوم طبیعی
مبانی متافیزیکی علوم طبیعی یا بنیان‌های مابعدالطبیعه علوم طبیعی (آلمانی: Metaphysische Anfangsgründe der Naturwissenschaft) یک کتاب نوشته ایمانوئل کانت می‌باشد که در سال ۱۷۸۶ منتشر شد. این کتاب به چهار فصل تقسیم شده‌است. این فصل‌ها به مبانی متافیزیکی فورمونی (سینماتیک)، دینامیک، مکانیک و پدیدارشناسی می‌پردازند. کتاب کانت تأثیر اساسی در ظهور زیرگروه‌های علمی در دانشگاه‌های کشورهای آلمانی زبان در قرن نوزدهم داشت.
کانت اصول فسلفی خود را از نقد عقل محض در این کتاب به کار بسته‌است. ترجمه انگلیسی دقیق این کتاب از مایکل فریدمن در سال ۲۰۰۴ توسط انتشارات دانشگاه کمبریج منتشر شد.

## پیوند بیرون
- متن کامل کتاب به انگلیسی